# Rouet (armement)
Pour les articles homonymes, voir Rouet.

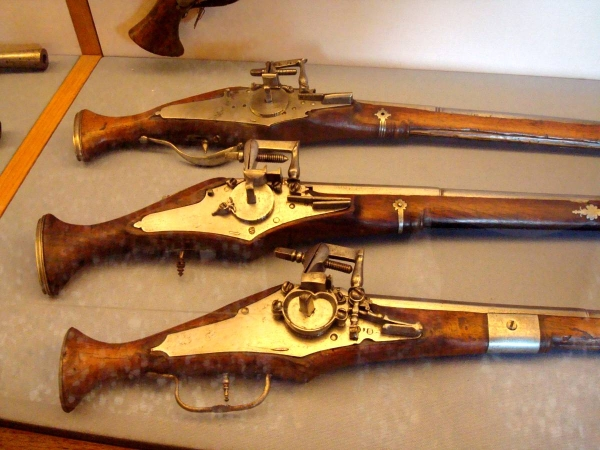
Série de pistolets à rouet au musée des Doges de Venise.

Le rouet est la pièce d'acier dentée et trempée en forme de roue, qui fait office de frottoir dans la platine de mise à feu du même nom (platine à rouet) et est mis en rotation par un ressort et sa chaînette. Le chien, portant dans sa mâchoire une pyrite de fer (la pierre à briquet ne fut inventée qu'en 1903), est appuyé fortement sur le « rouet » par un puissant ressort. Ce frottement de la pyrite sur le rouet en rotation provoque une étincelle et la mise à feu de la poudre d'amorçage d'une arme à feu. Ce système de platine à rouet est présent dans les armes anciennes, comme l'arquebuse à rouet.

## Histoire

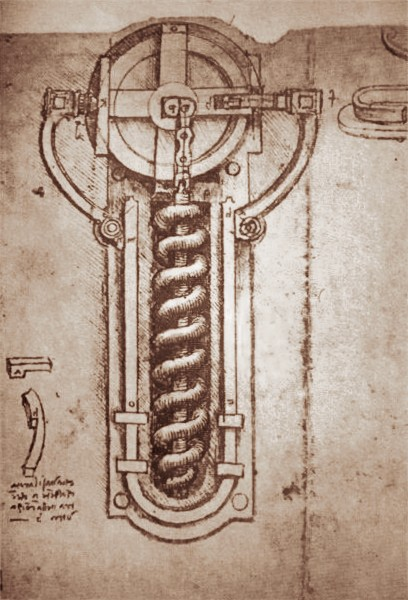
Schéma d'un rouet par Léonard de Vinci.

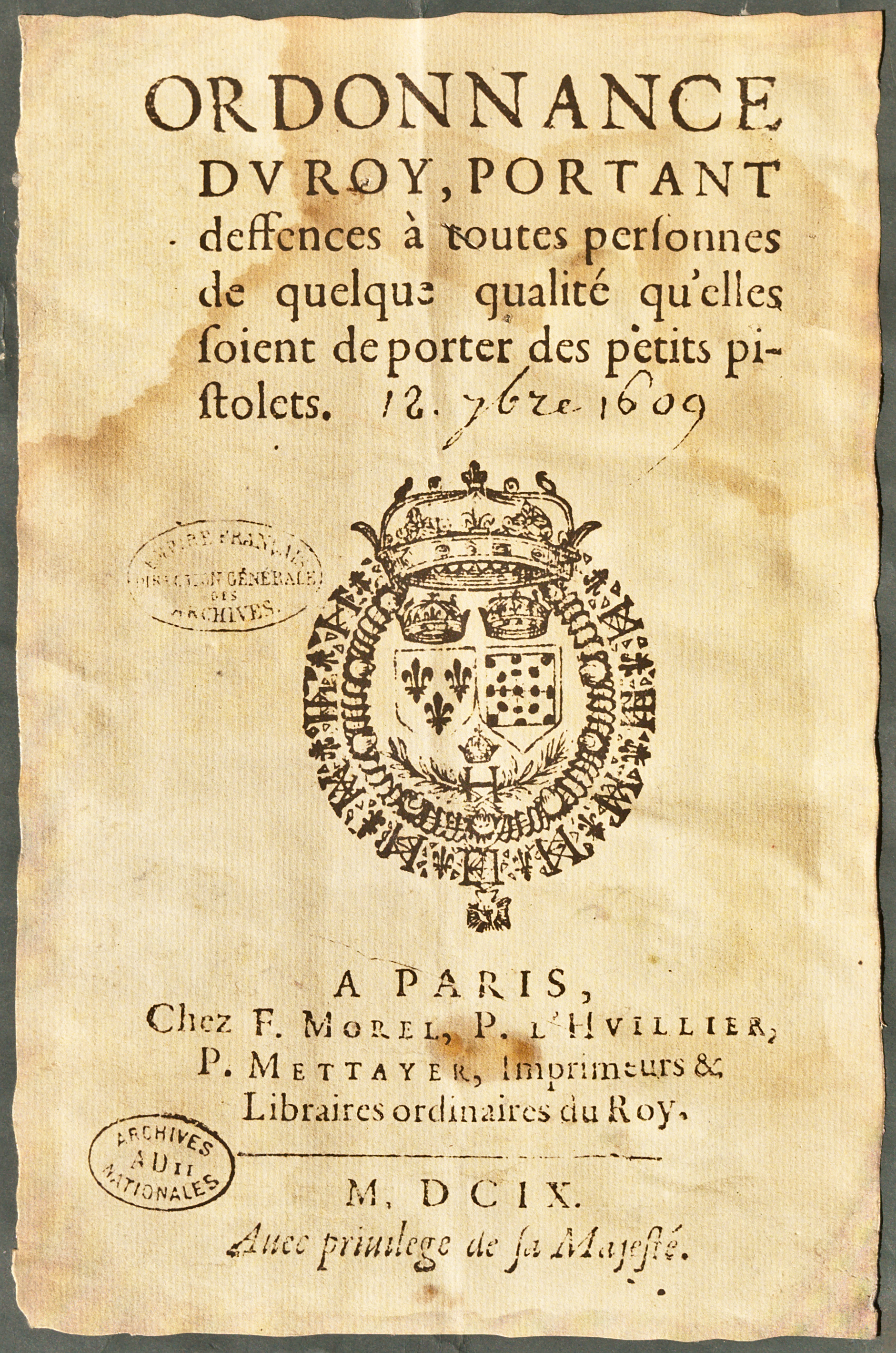
En 1609, Henri IV interdit le port des petits pistolets, afin de réduire la criminalité.

Apparue au début du XVIe siècle, parallèlement à la platine à mèche, la platine à rouet s'avéra complexe et d'un mécanisme fragile, ce qui en empêcha un usage militaire direct mais elle permettait le remplacement de la mèche enflammée qui était dangereuse en présence de poudre. Seuls quelques pistolets de cavalerie germanique (des cavaliers reîtres) en furent dotés, et l'arme à feu à rouet resta l'apanage des nobles et riches seigneurs pour la chasse.
Bien que Leonard de Vinci en fît des croquis dans son codex Atlanticus (1500-1505), son origine italienne est contestée, la France et l'Allemagne (surtout cette dernière) étant citées par de nombreux historiens. Pour l'Allemagne, en 1517 l'invention fut attribuée à un certain Johann Kühfuss de Nuremberg mais l'on ne trouve aucune trace de cet artisan dans cette ville.
Bien vite, de nombreux armuriers décidèrent de perfectionner cette platine : 
- La platine tschinke contient un chien d'imposante taille et le mécanisme de rouet apparent.
- La platine à double chien contient, comme son nom l'indique, deux chiens mais dont le second ne servait que si le premier était défectueux ou si la pyrite manquait.
- La double platine à double canon en superposé ou juxtaposé.
- La triple platine mais à un canon, où les balles servent de séparation entre les différentes charges. Un modèle est visible au musée de Glasgow.
- La platine à culasse, un très rare modèle dont la culasse se soulève ou coulisse, permettant d'introduire une cartouche de papier.
- La platine hermétique, recouverte d'une contre platine en général en laiton permettant de protéger la mise à feu de l'humidité ambiante.
- Le « trois canons » de Charles Quint, qui comprend trois canons pivotants chargés et deux chiens (au cas où le premier serait défaillant), a la particularité de tirer trois flèches et non trois balles (ces dernières rebondissaient sur les armures).

La platine à rouet a été remplacée successivement par la platine à silex dite « à la chenapan », d'origine hollandaise, par la platine dite « à la Miquelet » (italienne et espagnole) au début du XVIIe siècle et surtout, par la platine à silex « à la française », qui fut universellement copiée et adoptée.

## Fonctionnement
Ce mécanisme est souvent apparenté à celui du briquet : le principe est qu'un morceau de pyrite bloqué entre les mâchoires d'un chien vient produire des étincelles au contact d'une roue crantée tournant rapidement. Ces étincelles tombent ensuite dans le bassinet qui contient une poudre d'amorçage. La poudre d'amorçage prend feu et la flamme gagne la chambre au moyen d'une « lumière » creusée dans le canon.

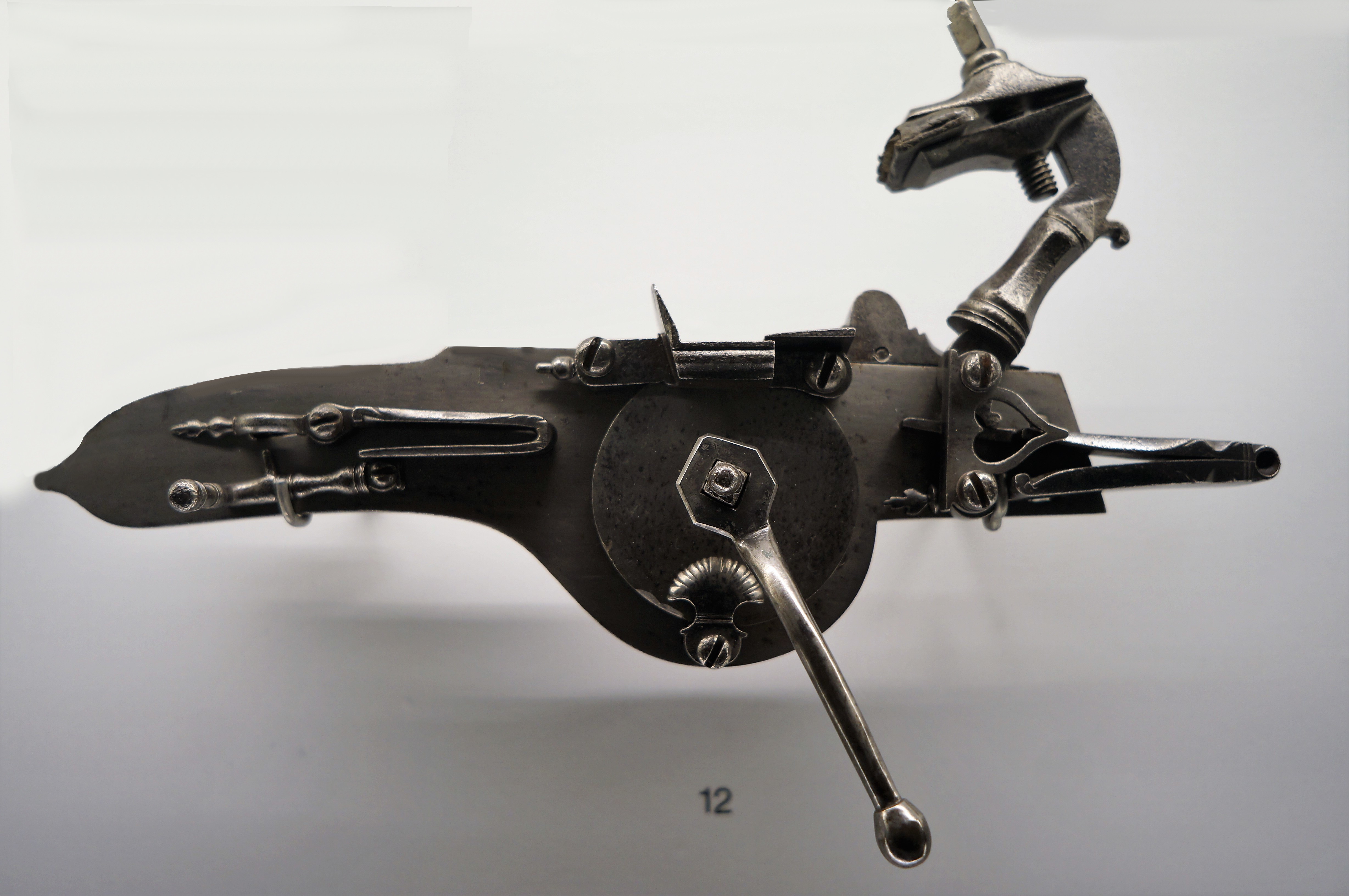
Mécanisme à rouet au Palais des Beaux-Arts de Lille.

La roue (ou le rouet) contient un trou conique et est fixée à un axe rectangulaire comprenant une « chaînette ». Celle-ci est accrochée au ressort moteur qui l'entraîne constamment vers le bas. La queue de détente se termine par un ergot pointu qui est constamment poussé contre la roue par un ressort lame. Pour armer le mécanisme il est nécessaire d'utiliser une clé qui vient s'adapter sur l'axe du rouet. En la faisant tourner, l'axe tourne, emportant avec lui la roue, la chaînette et le ressort moteur jusqu'à ce que l'ergot de la queue de détente vienne s'introduire dans le trou conique du rouet (en général après 3/4 de tour). Le mécanisme est sous tension, et il suffit d'exercer une pression sur la détente pour expulser l'ergot de la queue de détente. Ainsi libre, le rouet, entraîné par le ressort moteur, tourne rapidement sur son axe, frottant ainsi la pyrite.

## Levier queue de détente
Sur les premiers modèles, après avoir remonté le mécanisme, au moment où la clé est enlevée, l'ergot pointu a tendance à s'expulser sans action sur la gâchette malgré le ressort lame, créant ainsi un fort risque d'accident. Pour empêcher cela, une pièce est ajoutée blottie contre l'arrière de la gâchette et la queue de détente. Il s'agit du "levier queue de détente", et seule la gâchette peut le déplacer, libérant ainsi le mécanisme.